# نورما پالافوکس
نورما پالافوکس (انگلیسی: Norma Palafox؛ زادهٔ ۱۴ اکتبر ۱۹۹۸) بازیکن فوتبال اهل مکزیک است.
وی همچنین در تیم ملی فوتبال Mexico U20 بازی کرده‌است.